# Bilawal Bhutto Zardari

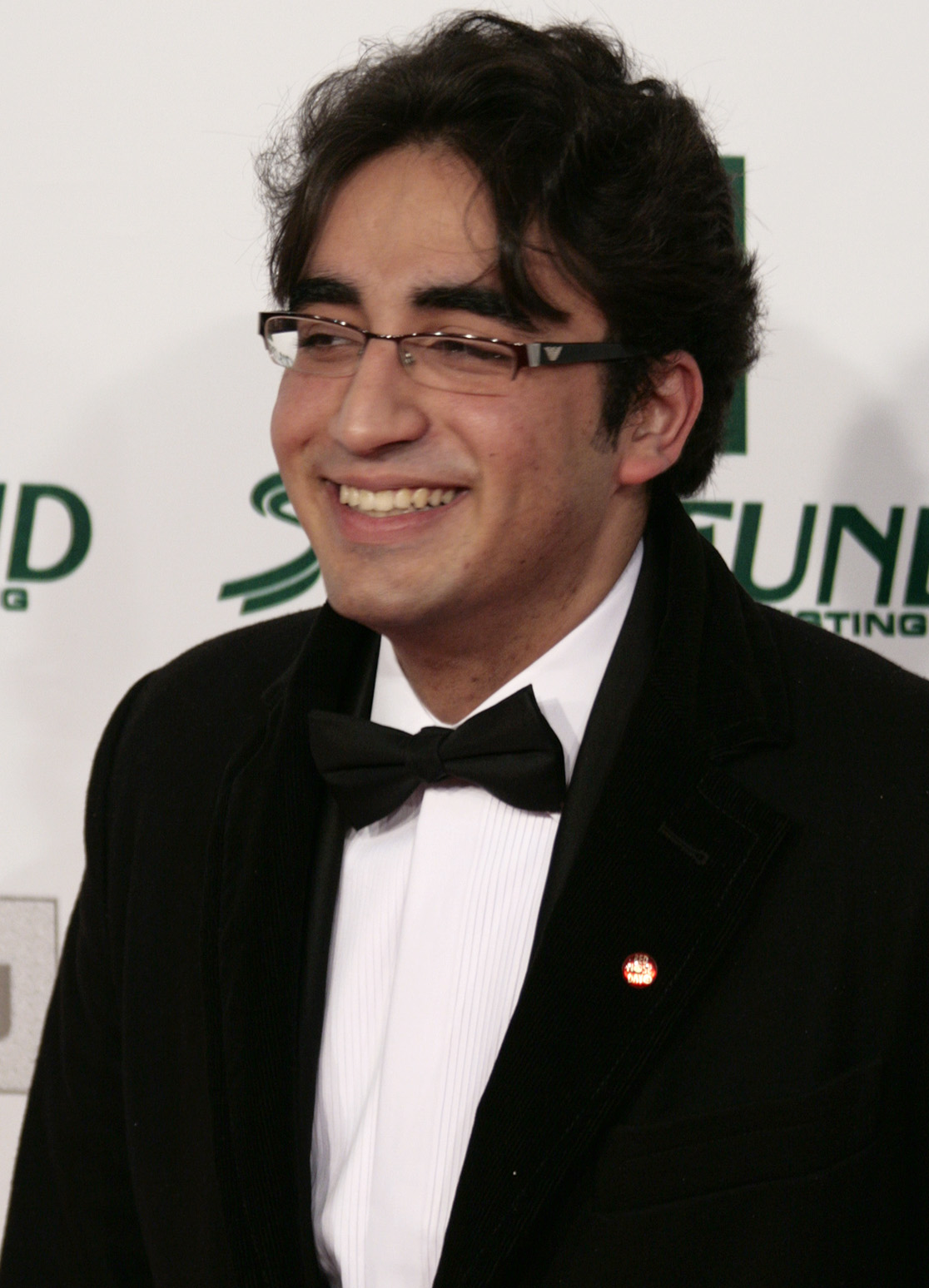
Bilawal Bhutto Zardari (Wien 2009)

Bilawal Bhutto Zardari (* 21. September 1988; Urdu بلاول بھٹو زرداری; Geburtsname: Bilawal Zardari) ist ein pakistanischer Politiker. Er trat als Kandidat bei den Parlamentswahlen 2018 an. Vom  27. April 2022 bis zum 10. August 2023 war er Außenminister.

## Familie
Er ist der einzige Sohn der früheren Premierministerin von Pakistan Benazir Bhutto und des Politikers Asif Ali Zardari sowie Enkel des ehemaligen Premierministers von Pakistan Zulfikar Ali Bhutto.
Seine beiden Schwestern Bakhtawar Bhutto Zardari und Aseefa Bhutto Zardari engagieren sich ehrenamtlich. Aseefa ist ebenfalls Kandidatin bei den Parlamentswahlen 2018.
Da seine Mutter mit ihm und seinen beiden jüngeren Schwestern 1999 ins Exil floh, wuchs er ohne seinen Vater, der im Gefängnis war, in London und Dubai auf, wo er auch die Schule besuchte.

## Ausbildung
Bhutto Zardari studierte am Christ Church College der Universität Oxford moderne Geschichte und Politik (Modern history and politics), das er im Juni 2010 abschloss. 2012 machte er den Bachelor of Arts. Im Jahr 2015 machte er, ebenso wie zuvor seine Mutter, seinen Master-Studienabschluss in Oxford.

## Politische Karriere
Die damals oppositionelle Pakistanische Volkspartei (PPP) hat, nachdem ihre Vorsitzende Benazir Bhutto bei einem Anschlag am 27. Dezember 2007 ermordet wurde, den 19-jährigen Bhutto Zardari am 30. Dezember 2007 zum neuen Parteivorsitzenden ernannt. Sein Vater Asif Ali Zardari wurde zum Co-Parteivorsitzenden bestimmt. In den Wahlen vom 18. Februar 2008 konnte die PPP die relative Mehrheit erringen. Von 2008 bis 2013 war Bilawals Vater Staatspräsident der Islamischen Republik Pakistan.